# Adil Ibrahimli
Adil Asam oglu Ibrahimli (en azerí: Adil Asəm oğlu İbrahimli; Sumqayit, 9 de septiembre de 1992 – Shusha, 7 de noviembre de 2020) fue un militar de las Fuerzas Especiales de las Fuerzas Armadas de Azerbaiyán, Héroe de la Guerra Patria.

## Biografía
Adil Ibrahimli nació el 9 de septiembre de 1992 en Sumqayit. En 2008-2011 estudió en el Liceo Militar en nombre de Jamshid Nakhchivanski. En 2015 se graduó de la Escuela Militar Superior de Azerbaiyán en nombre de Heydar Aliyev.
En 2015-2017 sirvió en la unidad militar "N" de las Fuerzas Armadas de Azerbaiyán. Desde 2017 sirvió en las filas de las Fuerzas Especiales de Azerbaiyán.
Adil Ibrahimli participó en la Guerra Patria, que comenzó el 27 de septiembre de 2020, como un militar de las Fuerzas Especiales de Azerbaiyán. Luchó en las batallas por la liberación de Murovdag, Jabrayil, Fuzuli, Khojavend y Shusha.
El 7 de noviembre de 2020 Adil Ibrahimli cayó mártir en la Batalla de Shusha. El 20 de noviembre de 2020 fue enterrado en el Segundo Callejón de Honor en Bakú. El 9 de diciembre de 2020, por la orden del Presidente de Azerbaiyán, fue galardonado póstumamente con la Medalla de Héroe de la Guerra Patria.

## Premios y títulos
- Medalla "Centenario del ejército azerbaiyano" (2018)
- Medalla de Héroe de la Guerra Patria (2020)[3]
- Orden “Por la Patria" (2020)[4]
- Medalla Por la liberación de Shusha (2020)[5]
- Medalla Por la liberación de Kalbajar (2020)[6]